# Vahid Karavelić
Vahid Karavelić (* 7. April 1956 in Brezovik bei Visoko, Föderative Volksrepublik Jugoslawien) ist ein ehemaliger General der Armee der Republik von Bosnien und Herzegowina, sowie der späteren Armee der Föderation Bosnien und Herzegowina. Karavelić war während des Bosnienkrieges einer der Kommandanten des 1. Korps Sarajevo.
Er war früherer Offizier der jugoslawischen Volksarmee sowie späterer Kriegsgefangener. Während des Krieges in Bosnien und Herzegowina stieg er vom einfachen Brigade-Kommandeur bis zum Kommandeur des 1. Korps Sarajevo auf.
Für seine Leistungen wurde er mit dem goldenen Wappen mit Schwertern ausgezeichnet.